# Brasil en la Copa América 2011
La Selección de Brasil fue uno de los 12 equipos participantes en la Copa América 2011, torneo que se llevó a cabo entre el 1 y el 24 de julio de 2011 en Argentina.
En el sorteo realizado el 11 de noviembre en La Plata la Selección de Brasil quedó emparejada en el Grupo B  junto a Paraguay, Ecuador y Venezuela, este último con quien debutó.

## Enfrentamientos previos
| Fecha                   | Lugar       |           |                      | Resultado |                             |              |
| ----------------------- | ----------- | --------- | -------------------- | --------- | --------------------------- | ------------ |
| 17 de noviembre de 2010 | Doha        | Argentina | Bandera de Argentina | 1:0 (0:0) | Bandera de Brasil           | Brasil       |
| 9 de febrero de 2011    | Saint-Denis | Francia   | Bandera de Francia   | 1:0 (0:0) | Bandera de Brasil           | Brasil       |
| 27 de marzo de 2011     | Londres     | Escocia   | Bandera de Escocia   | 0:2 (0:1) | Bandera de Brasil           | Brasil       |
| 4 de junio de 2011      | Goiânia     | Brasil    | Bandera de Brasil    | 0:0       | Bandera de los Países Bajos | Países Bajos |
| 7 de junio de 2011      | São Paulo   | Brasil    | Bandera de Brasil    | 1:0 (1:0) | Bandera de Rumania          | Rumania      |

## Jugadores
| #     | Nombre         | Posición      | Edad         | Club               |
| ----- | -------------- | ------------- | ------------ | ------------------ |
| 1     | Júlio César    | Portero       | 31           | Inter de Milán     |
| 2     | Daniel Alves   | Defensa       | 28           | Barcelona          |
| 3     | Lúcio          | Defensa       | 33           | Inter de Milán     |
| 4     | Thiago Silva   | Defensa       | 26           | AC Milan           |
| 5     | Lucas Leiva    | Mediocampista | 24           | Liverpool          |
| 6     | André Santos   | Defensa       | 28           | Fenerbahçe         |
| 7     | Robinho        | Delantero     | 27           | AC Milan           |
| 8     | Ramires        | Mediocampista | 24           | Chelsea            |
| 9     | Alexandre Pato | Delantero     | 21           | AC Milan           |
| 10    | Ganso          | Mediocampista | 21           | Santos             |
| 11    | Neymar         | Delantero     | 19           | Santos             |
| 12    | Victor         | Portero       | 28           | Grêmio             |
| 13    | Maicon         | Defensa       | 29           | Inter de Milán     |
| 14    | Luisão         | Defensa       | 30           | Benfica            |
| 15    | Sandro         | Mediocampista | 22           | Tottenham Hotspur  |
| 16    | Elano          | Mediocampista | 30           | Santos             |
| 17    | Elias          | Mediocampista | 26           | Atlético de Madrid |
| 18    | Lucas          | Mediocampista | 18           | São Paulo          |
| 19    | Fred           | Delantero     | 27           | Fluminense         |
| 20    | Jadson         | Mediocampista | 27           | Shaktar Donetsk    |
| 21    | Nilmar         | Delantero     | 26           | Villarreal         |
| 22    | Jefferson      | Portero       | 28           | Botafogo           |
| 23    | David Luiz     | Defensa       | 24           | Chelsea            |
| D. T. | Mano Menezes   | Mano Menezes  | Mano Menezes | Mano Menezes       |

## Participación
- Los horarios corresponden a la hora de Argentina (UTC-3)[n. 1]

### Partidos
| Fecha       | Lugar    | Instancia        |        |                   | Resultado    |                      |           |
| ----------- | -------- | ---------------- | ------ | ----------------- | ------------ | -------------------- | --------- |
| 3 de julio  | La Plata | Fase de grupos   | Brasil | Bandera de Brasil | 0:0          | Bandera de Venezuela | Venezuela |
| 9 de julio  | Córdoba  | Fase de grupos   | Brasil | Bandera de Brasil | 2:2 (1:0)    | Bandera de Paraguay  | Paraguay  |
| 13 de julio | Córdoba  | Fase de grupos   | Brasil | Bandera de Brasil | 4:2 (1:1)    | Bandera de Ecuador   | Ecuador   |
| 17 de julio | La Plata | Cuartos de final | Brasil | Bandera de Brasil | 0:0 (0:2 p.) | Bandera de Paraguay  | Paraguay  |

### Grupo B

Disposición táctica de los equipos.

Disposición táctica de los equipos.

Disposición táctica de los equipos.

| Equipo    | Pts | PJ | PG | PE | PP | GF | GC | Dif |
| --------- | --- | -- | -- | -- | -- | -- | -- | --- |
| Brasil    | 5   | 3  | 1  | 2  | 0  | 6  | 4  | 2   |
| Venezuela | 5   | 3  | 1  | 2  | 0  | 4  | 3  | 1   |
| Paraguay  | 3   | 3  | 0  | 3  | 0  | 5  | 5  | 0   |
| Ecuador   | 1   | 3  | 0  | 1  | 2  | 2  | 5  | -3  |

| 3 de julio de 2011 | Brasil | 0:0     | Venezuela | Estadio Ciudad de La Plata, La Plata |                                   |
|                    |        | Reporte |           | Árbitro(s): Raúl Orosco (Bolivia)    | Árbitro(s): Raúl Orosco (Bolivia) |

| Amonestado | 37' | Thiago Silva |

| 19 | DEL | Fred  | 64' | Robinho        | DEL | 7 |
| 16 | MED | Elano | 75' | Ramires        | MED | 8 |
| 18 | MED | Lucas | 75' | Alexandre Pato | DEL | 9 |

| Tiros:             | 6  |
| Tiros al arco:     | 3  |
| Faltas:            | 13 |
| Saques de esquina: | 1  |
| Fueras de juego:   | 4  |

| 9 de julio de 2011, 16:00 | Brasil                  | 2:2 (1:0) | Paraguay                   | Estadio Mario Alberto Kempes, Córdoba |                                      |
|                           | Jadson 38' · Fred 90+1' | [http://df1.conmebol.com/gamecast/canchita.php?torneo=copaamerica&idFicha=99072 (enlace roto disponible en Internet Archive; véase el historial, la primera versión y la última). Reporte] | Santa Cruz 54' · Haedo 66' | Árbitro(s): Wilmar Roldán (Colombia)  | Árbitro(s): Wilmar Roldán (Colombia) |

| Amonestado | 32' | Jadson         |
| Amonestado | 50' | Alexandre Pato |

| 16 | MED | Elano | 46' | Jadson  | DEL | 20 |
| 18 | MED | Lucas | 71' | Ramires | MED | 8  |
| 19 | DEL | Fred  | 81' | Neymar  | DEL | 11 |

| Tiros:             | 6  |
| Tiros al arco:     | 3  |
| Faltas:            | 20 |
| Saques de esquina: | 5  |
| Fueras de juego:   | 1  |

| 13 de julio de 2011, 21:45 | Brasil                        | 4:2 (1:1) | Ecuador         | Estadio Mario Alberto Kempes, Córdoba |                                       |
|                            | Pato 28' 61' · Neymar 48' 71' | Reporte   | Caicedo 36' 58' | Árbitro(s): Roberto Silvera (Uruguay) | Árbitro(s): Roberto Silvera (Uruguay) |

| Amonestado | 70' | André Santos |

| 17 | MED | Elias | 76' | Ganso          | MED | 10 |
| 18 | MED | Lucas | 79' | Neymar         | DEL | 11 |
| 19 | DEL | Fred  | 84' | Alexandre Pato | DEL | 9  |

| Tiros:             | 14 |
| Tiros al arco:     | 4  |
| Faltas:            | 8  |
| Saques de esquina: | 3  |
| Fueras de juego:   | 2  |

#### Cuartos de final

Disposición táctica de los equipos.

| 17 de julio de 2011, 16:00 | Brasil | 0:0     | Paraguay | Estadio Ciudad de La Plata, La Plata    |                                         |
|                            |        | Reporte |          | Árbitro(s): Sergio Pezzotta (Argentina) | Árbitro(s): Sergio Pezzotta (Argentina) |

| Tiros desde el punto penal |                           |     |                           |              |
| Elano                      | Fallo de penal (Desviado) | 0:0 | Fallo de penal (Desviado) | Barreto      |
| Thiago Silva               | Fallo de penal (Atajado)  | 0:1 | Acierto de penal          | Estigarribia |
| André Santos               | Fallo de penal (Desviado) | 0:2 | Acierto de penal          | Riveros      |
| Fred                       | Fallo de penal (Desviado) | 0:2 |                           |              |

| Amonestado | 56'  | André Santos |
| Amonestado | 59'  | Maicon       |
| Expulsado  | 102' | Lucas Leiva  |

| 19 | DEL | Fred        | 79'  | Neymar         | DEL | 11 |
| 5  | MED | Lucas Leiva | 99'  | Ganso          | MED | 10 |
| 16 | MED | Blumer      | 110' | Alexandre Pato | DEL | 9  |

| Tiros:             | 16 |
| Tiros al arco:     | 8  |
| Faltas:            | 16 |
| Saques de esquina: | 8  |
| Fueras de juego:   | 1  |